# 2008年北京オリンピックのアフガニスタン選手団
2008年北京オリンピックのアフガニスタン選手団（2008ねんペキンオリンピックのアフガニスタンせんしゅだん）は、2008年8月8日から8月24日にかけて中国の北京を主として開催された2008年北京オリンピックのアフガニスタン選手団、およびその競技結果。

## 概要
今大会は銅メダル1個を獲得した。

## 選手団
- 人員: 選手 4人
- 開会式旗手: ネザルアハメド・バハウィ

## メダル
| メダル | 選手名           | 競技       | 種目       |
| ------ | ---------------- | ---------- | ---------- |
| 銅     | ロフラ・ニクパイ | テコンドー | 男子58kg級 |

## 種目別選手

### 陸上競技
- マスード・アジジ（英語版）（男子100m）11秒45 予備予選敗退
- ロビナ・ムキマイヤール（女子100m）14秒80 予備予選敗退

### テコンドー
- ロフラ・ニクパイ（男子58kg級）銅メダル
- ネザルアハメド・バハウィ（男子68kg級）1回戦及び敗者復活戦敗退